# Hannah John-Kamen
Hannah Dominique E. John-Kamen (Anlaby, 7 september 1989) is een Engelse actrice. Ze kreeg vooral naamsbekendheid door haar rollen als: Ava Starr / Ghost in de Marvel Cinematic Universe-film Ant-Man and the Wasp uit 2018,  F'Nale Zandor in de Steven Spielberg-film Ready Player One uit 2018, Sonja en Selma Telse in twee afleveringen van de Netflix-serie Black Mirror, Ornela in de HBO-serie Game of Thrones en Yalena "Dutch" Yardeen in de SciFi-serie Killjoys.

## Biografie
Hannah Dominique E. John-Kamen werd geboren in Anlaby, Humberside, Engeland, op 7 september 1989. Haar moeder is een Noors fotomodel en haar vader een Nigeriaanse forensisch psycholoog. John-Kamen volgde haar middelbare schoolopleiding aan de Hull Collegiate School en volgde daarna de opleiding aan het National Youth Theatre in Londen. In 2012 studeerde ze af aan de Central School of Speech and Drama in Londen.